# Guaduas
Guaduas est une municipalité située dans le département de Cundinamarca, en Colombie.

## Personnalités
- Policarpa Salavarrieta, née en 1795 à Guaduas, héroïne de la résistance colombienne face aux Espagnols.